# Haplochromis turkanae
Haplochromis turkanae és una espècie de peix de la família dels cíclids i de l'ordre dels perciformes.

## Morfologia
Els mascles poden assolir els 8,6 cm de longitud total.

## Distribució geogràfica
Es troba al llac Turkana (Àfrica).